# Abraham Gómez
Abraham Humberto Gómez Rodríguez (Talca, Chile, 11 de diciembre de 1988) es un futbolista chileno que juega para el Constitución FC. 

## Clubes
| Club                  | País  | Año       |
| --------------------- | ----- | --------- |
| Rangers de Talca      | Chile | 2009-2012 |
| Lota Schwager         | Chile | 2013      |
| Deportes Puerto Montt | Chile | 2013-2014 |
| Deportes Linares      | Chile | 2015-2016 |
| Constitución FC       | Chile | 2021      |